# Ulocladium cucurbitae
Ulocladium cucurbitae är en svampart som först beskrevs av Letendre & Roum., och fick sitt nu gällande namn av E.G. Simmons 1982. Ulocladium cucurbitae ingår i släktet Ulocladium och familjen Pleosporaceae.   Inga underarter finns listade i Catalogue of Life.